# Fosse/Verdon
Fosse/Verdon – amerykański miniserial (dramat) wyprodukowany przez West Egg Studios, 5000 Broadway Productions, Pyrrhic Victory Productions, Joel Fields Productions, Old 320 Sycamore, FXP oraz Fox 21 Television Studios, który jest luźną adaptacją książki Fosse Sama Wassona. Serial był emitowany od 9 kwietnia 2019 roku do 28 maja 2019 roku przez FX.
Serial opowiada o współpracy i romansie Boba Fosse’a, reżysera i choreografa, z Gwen Verdon, broadwayowską gwiazdą.

## Obsada

### Główna
- Sam Rockwell jako Bob Fosse[2]
- Michelle Williams jako Gwen Verdon[2]
- Norbert Leo Butz jako Paddy Chayefsky[3]
- Margaret Qualley jako Ann Reinking[3]

### Role drugoplanowe
- Aya Cash jako Joan Simon[3]
- Evan Handler jako Hal Prince[3]
- Nate Corddry jako Neil Simon[3]
- Susan Misner jako Joan McCracken[3]
- Paul Reiser jako Cy Feuer, producent[3]
- Blake Baumgartner i Juliet Brett jako Nicole Fosse
- Jake Lacy jako Ron
- Kelli Barrett jako Liza Minnelli[3]
- Bianca Marroquín jako Chita Rivera[3]
- Ethan Slater jako Joel Grey[3]
- Rick Holmes jako Fred Weaver[3]
- Peter Scolari jako Mel
- Christiane Seidel jako Hannah
- Byron Jennings jako George Abbott[3]
- Laura Osnes jako Shirley MacLaine[3]
- Brandon Uranowitz jako Dustin Hoffman
- Tyler Hanes jako Jerry Orbach
- Wayne Wilcox jako Michael Kidd
- Lindsay Nicole Chambers jako Leland Palmer
- Santino Fontana jako James Henaghan
- Emily Dorsch jako Gertrude Verdon
- Christopher Tocco jako Jack Cole
- Kelcy Griffin jako Debbie Allen
- Pamela Mitchell jako Marsha Mason
- Rema Webb jako Paula Kelly
- Justin Gazzillo jako 13-letni Bobby
- Spencer Moss jako Mary Ann Fosse
- David Turner jako Ray Walstoner
- George Bamford jako Robert Surtees
- George R. Sheffey jako David Bretherton
- Jimmy Brewer jako Stephen Schwartz
- Tim Young jako John Rubinstein
- Peggy J. Scott jako Irene Ryan
- Sean Patrick Doyle jako Michael O'Haughey
- Ryan Vandenboom jako Eddie Phillips
- Anthony Rosenthal jako Charlie Grass
- Nicholas Baroudi jako Scott Brady
- Jeremy Shamos jako Joseph Hardy
- Ahmad Simmons jako Ben Vereen

## Odcinki
| Nr | Tytuł                    | Reżyseria      | Scenariusz                   | Premiera FX      |
| -- | ------------------------ | -------------- | ---------------------------- | ---------------- |
| 1  | Life Is a Cabaret        | Thomas Kail    | Steven Levenson, Thomas Kail | 9 kwietnia 2019  |
| 2  | Who's Got the Pain?      | Thomas Kail    | Steven Levenson              | 16 kwietnia 2019 |
| 3  | Me and My Baby           | Adam Bernstein | Debora Cahn                  | 23 kwietnia 2019 |
| 4  | Glory                    | Jessica Yu     | Tracey Scott Wilson          | 30 kwietnia 2019 |
| 5  | Where Am I Going?        | Thomas Kail    | Charlotte Stoudt             | 7 maja 2019      |
| 6  | All I Care About Is Love | Minkie Spiro   | Ike Holter                   | 14 maja 2019     |
| 7  | Nowadays                 | Thomas Kail    | Joel Fields, Steven Levenson | 21 maja 2019     |
| 8  | Providence               | Thomas Kail    | Joel Fields, Steven Levenson | 28 maja 2019     |

## Produkcja
Pod koniec lipca 2018 roku ogłoszono, że stacja FX zamówiła limitowany serial biograficzny o Fosse i Verdon, w którym główne role zagrają Sam Rockwell i Michelle Williams.
W listopadzie 2019 roku ogłoszono obsadę serialu do której dołączyli: Norbert Leo Butz jako Paddy Chayefsky, Margaret Qualley jako Ann Reinking, Aya Cash jako Joan Simon, Nate Corddry jako Neil Simon, Susan Misner jako Joan McCracken, Bianca Marroquin jako Chita Rivera, Kelli Barrett jako Liza Minnelli, Evan Handler jako Hal Prince, Rick Holmes jako Fred Weaver, Paul Reiser jako Cy Feuer, Ethan Slater jako Joel Grey, Byron Jennings jako George Abbott i Laura Osnes jako Shirley MacLaine.